# Хелич, Арминка
Арминка Хелич, баронесса Хелич (англ. Arminka Helic, Baroness Helic, босн. Helić, род. 20 апреля 1968, Грачаница) — британский консервативный политик и пожизненный пэр родом из Боснии и Герцеговины, которая работала специальным советником министра иностранных дел Уильяма Хейга.
Хелич была номинирована в Палату лордов Дэвидом Кэмероном и 18 сентября 2014 года стала пожизненным пэром как «баронесса Хелич из Миллбанка в Вестминстере». Она была представлена Палате лордов 24 ноября 2014 года.

## Ранние годы
Хелич родилась в Грачанице, СФР Югославия.

## Советник по внешней политике
Хелич — эксперт по внешней политике Боснии и Герцеговины, ставшая советником Консервативной партии после бегства от югославских войн в 1990-х годах. Начиная с 1998 года, она консультировала многочисленных консерваторов в оппозиции и правительстве, а Мэтью Д’Анкона описал её как «одного из самых впечатляющих экспертов по внешней политике в правительстве». Хелич известна своей сдержанностью, в публичном доступе мало информации о её личных взглядах, хотя она и проамерикански настроена. Согласно просочившемуся сообщению Ричарда Лебарона, заместителя главы миссии США в Лондоне, она разделяет ярко выраженную проамериканскую позицию Уильяма Хейга и назвала Соединённые Штаты «важной страной».

## Глобальная инициатива по борьбе с сексуальным насилием
Хелич приписывают, что она убедила министра иностранных дел Великобритании Уильяма Хейга запустить Глобальную инициативу Великобритании по борьбе с сексуальным насилием. Хейг работал с Анджелиной Джоли, чтобы привлечь внимание к этому вопросу на четырёхдневном саммите в 2014 году. В октябре 2017 года Хелич была названа одной из самых влиятельных фигур Лондона за свою работу с беженцами.

## Целевой фонд для жертв
В ноябре 2015 года Хелич была избрана в Совет Целевого фонда помощи жертвам в качестве представителя стран Западной Европы и других государств. Фонд, созданный под эгидой Римского статута Международного уголовного суда, поощряет восстановительное правосудие посредством оказания помощи жертвам преступлений, подпадающих под юрисдикцию Суда.

## Парламентская работа
В мае 2016 года Хелич была назначена членом комитета по международным отношениям Палаты лордов.